# Pascal Rakotomavo
Pascal Joseph Rakotomavo (Antananarivo, 1 de abril de 1934 – 14 de diciembre de 2010) fue un político malgache. Ocupó el cargo de primer ministro de Madagascar desde 21 de febrero de 1997 a 23 de julio de 1998.

## Biografía
Nacido en Antananarivo, Rakotomavo ocupó el cargo de Ministro de Economía y Finanzas desde 1982 a 1989, y Asesor Especial del Presidente Didier Ratsiraka de 1989 a 1993. Su llegada a primer ministro en febrero de 1997, siguiendo el retorno de Ratsiraka a la presidencia, fue considerado una sorpresa. Rakotomavo sirvió como Gobernador de la provincia de Antananarivo de junio de 2001 a 2002. También fue director de campaña de Ratsiraka en las elecciones presidenciales de 2001, pero en la crisis política que siguió entre Ratsiraka y el candidato de la oposición Marc Ravalomanana, como gobernador adoptó lo que se ha descrito como una posición neutral. El 28 de febrero de 2002, Ratsiraka nombró al general Léon-Claude Raveloarison como gobernador militar de la provincia de Antananarivo bajo la ley marcial. Rakotomavo fue el único de los seis gobernadores provinciales en no firmar la declaración que Toamasina, bastión de Ratsiraka durante la crisis política de 2002, fue la capital provisional de la nación. Después de que Ravalomanana prevaleciera en la disputa, Rakotomavo, a diferencia de los gobernadores de las otras provincias, no fue procesado.